# Валиахметов, Хусаин Хасанович
Хусаин Хасанович Валиахметов (тат. Хөсәен Хәсән улы Вәлиәхмәтов; 22 декабря 1950, Альметьевск, Татарская АССР, РСФСР — 27 января 2020, Казань) — татарский и советский прозаик, поэт, публицист, журналист, редактор,кандидат психологических наук (2003), член Союза журналистов России, член Союза писателей Республики Татарстан. Заслуженный работник культуры Республики Татарстан.

## Биография
В 1956 году вместе с семьёй переехал в Старые Киязлы Аксубаевского района. После учёбы в школе в 1973 году окончил Казанский государственный университет, а в 1991 году — Ленинградский политологический институт.
С 1973 года работал в газете «Татарстан яшляре» корреспондент
В течение 12 лет работал корреспондентом, заведующим отделами спорта и оборонно-массовой работы, пропаганды редакции газеты «Татарстан яшьлэре». В 1985 году был назначен редактором радио- и телепрограмм Гостелерадио Татарской АССР. В 1986—1989 годах работал корреспондентом газеты «Социалистик Татарстан». Затем в течение пяти лет — в Министерстве информации и печати Республики Татарстан. В 1990-х годах занимал должность ведущего специалиста министерства информации и печати Республики Татарстан. Возглавлял журнал «Бизнес в Татарстане»  на русском и английском языках, с 1998 года — главный редактор газеты «Магърифат».
Автор многих книг и стихов, циклов очерков о выдающихся спортсменах и деятелях культуры ТАССР, художественных очерков и путевых заметок, опубликованных в журналах «Азат хатын», «Казан утлары», газетах «Советская Татария», «Комсомолец Татарии».
Похоронен на Самосыровском кладбище г. Казани.

## Избранные публикации
- Бозлы чакрымнар // Яшүсмер, сиңа. Казан, 1979.
- Камышлы күл сагышы. Казан, 1989.
- Колыма күл сагышлары. Татарстан нәшрияты. 1998
- Русча-татарча аңлатмалы популяр психология терминнары сүзлеге. Аксубай (ТР), 2004.
- На службу призваны судьбой. Казань, 1997 (в соавторстве).
- Духовно-нравственное развитие личности в событийной деятельности. Казань, 2002 (в соавторстве).
- Учебно-событийная деятельность в духовно-нравственном развитии личности. Казань, 2003.
- И, гомер романы. Мирас журналы. 2000-2002 елларда бастырылган
- Юлда чыныккан уллар. Мәгариф нәшрияты. 2003
- Әмир машиналары. Сүз нәшрияты. 2010
- Кояшлы малайлары. Шигырьләр җыентыгы. 2012
- Кар каплаган эзләр. 2018